# Lux Pascal
Lux Balmeda Pascal (* 4. června 1990 Orange County, Kalifornie) je americká herečka a transgender aktivistka.

## Raný a osobní život
Lux se narodila v Kalifornii jako Lucas Balmaceda chilským rodičům Josému Balmacedovi a Verónice Pascalové. Její rodiče byli po převratu v roce 1973 vyhoštěni z Chile kvůli matčině spojení s Andrésem Pascalem Allendem, vůdcem chilského Revolučního levicového hnutí. Je nejmladší ze čtyř sourozenců, mezi nimiž je i herec Pedro Pascal. Když jí byly tři roky, rodina se vrátila do Chile, kde navštěvovala Saint George's College.
V roce 2010 začala studovat divadelní vědu na Papežské katolické univerzitě v Chile, v současné době pokračuje v magisterském studiu herectví na Juilliard School, které v květnu 2023 dokončila.
V únoru 2021 veřejně oznámila, že je transgender žena, a změnila si jméno podle příjmení z matčiny strany. Od roku 2011 je ve vztahu s hercem Josém Antoniem Raffem.

## Kariéra
V roce 2014, během čtvrtého ročníku studia divadelní vědy, debutovala na divadelních prknech ve hře Pabla Rotemberga La noche obstinada. V témže roce získala svou první televizní roli v seriálu Canal 13 Los 80, kde hrála „Axel Miller“. V roce 2015 si zahrála v mýdlové opeře TVN Juana Brava a následující rok v mýdlové opeře Veinteañero a los 40 na Canalu 13. V roce 2016 debutovala ve snímku Prueba de actitud režisérů Fabrizia Copana a Augusta Matteho.
V roce 2017 se poprvé objevila v mezinárodním seriálu, zahrála si roli Elijah ve třetí řadě seriálu Narcos společnosti Netflix, po boku svého bratra Pedra.
V roce 2019 se podílela na tvorbě třech chilských filmových produkcí: No quiero ser tu hermano (režie Sebastián Badilla), Ella es Cristina (režie Gonzalo Maza) a El príncipe (režie Sebastián Muñoz).

## Divadlo
- 2014: La noche obstinada
- 2017: Tebas Land
- 2019: Kassandra

## Filmografie

### Film
- 2011: Baby Shower
- 2016: Prueba de actitud
- 2019: No quiero ser tu hermano
- 2019: Ella es Cristina
- 2019: El príncipe

### Televize
- 2014: Los 80
- 2015: Veinteañero a los 40
- 2015: Juana Brava
- 2017: Narcos
- 2017: 12 días que estremecieron Chile
- 2018: Santiago Paranormal
- 2019: Héroes invisibles
- 2020: La jauría